# عباس أباد (حومة دامغان)
عباس أباد (بالفارسية: عباس‌آباد) هي مستوطنة تقع في إيران في منطقة مركزية ريفية. يقدر عدد سكانها بـ 61 نسمة بحسب إحصاء 2016.